# Pilliga
Pilliga är en ort i Australien. Den ligger i kommunen Narrabri och delstaten New South Wales, i den sydöstra delen av landet, omkring 450 kilometer nordväst om delstatshuvudstaden Sydney. Antalet invånare är 272.
Trakten runt Pilliga är nära nog obefolkad, med mindre än två invånare per kvadratkilometer..
I omgivningarna runt Pilliga växer huvudsakligen savannskog. Genomsnittlig årsnederbörd är 509 millimeter. Den regnigaste månaden är januari, med i genomsnitt 94 mm nederbörd, och den torraste är oktober, med 2 mm nederbörd.